# قائمة مباريات الكأس الممتاز الليبي
الكأس الممتاز الليبي أو كأس السوبر الليبي هي بطولة تُلعب بين بطل الدوري الليبي الممتاز وبطل كأس ليبيا، وفي حال كان بطل الدوري هو بطل الكأس نفسه، فيلعب حينها وصيف الكأس المباراة، يحصل الفائز في تلك المباراة على الكأس الممتاز، وهي البطولة الليبية الثالثة في ترتيب الأهمية بعد الدوري الليبي الممتاز وكأس ليبيا، ويُشرف الاتحاد الليبي لكرة القدم عليها.
اُستحدثت البطولة في عام 1997م، والتي حققها التحدي بعد فوزه علي النصر بنتيجة 1–0 بمجموع المبارتين.
كانت البطولة في بدايتها في عام 1997م تقام من مباراتان بنظام الذهاب والإياب، لكن الأمر تغير في عام 1998م عندما قرر الاتحاد الليبي اعتماد مباراة واحدة، وأول وآخر فريق فاز بلقب البطولة من مباراتان هو التحدي في عام 1997م، بينما أول فريق فاز بلقب البطولة من مباراة واحدة هو المحلة عام 1998م.
فازت 6 أندية فقط بالبطولة، ويحمل الاتحاد الرقم القياسي في عدد مرات الفوز بالبطولة برصيد 11 لقب، فيما فاز الأهلي طرابلس بلقب البطولة مرتين، وفاز كُلٌ من التحدي والمحلة والمدينة والنصر باللقب مرة واحدة. فيما كان النصر بالاشتراك مع الأهلي طرابلس هو أكثر فريق حلَّ بالمركز الثاني، فقد حلَّا به 3 مرات، وحلَّ كُلٌ من الهلال والأخضر بالمركز الثاني مرتين، وحلَّ كُلٌ من الشط والمحلة والسويحلي والأولمبي وخليج سرت والترسانة والاتحاد بالمركز الثاني مرة واحدة.
آخر من حمل اللقب هو الاتحاد بعدما تغلب على الأهلي طرابلس بركلات الترجيح بعد التعادل بنتيجة 1–1، وذلك بتاريخ 5 أبريل 2024م.

## القائمة
| المفتاح | المعنى                               | المفتاح | المعنى                        |
| ------- | ------------------------------------ | ------- | ----------------------------- |
|         | بطل الدوري الليبي الممتاز            |         | بطل كأس ليبيا                 |
|         | بطل الدوري الليبي الممتاز وكأس ليبيا |         | وصيف كأس ليبيا                |
| $       | انتهت المباراة في الوقت الإضافي      | ‡       | انتهت المباراة بركلات الترجيح |

| العام                                            | البطل | النتيجة | الوصيف | التاريخ | الملعب | المصدر | الملاحظات |
| كأس السوبر الليبي بنظام مبارتين (1997)           | كأس السوبر الليبي بنظام مبارتين (1997)                                                                               | كأس السوبر الليبي بنظام مبارتين (1997)                                                                               | كأس السوبر الليبي بنظام مبارتين (1997)                                                                               | كأس السوبر الليبي بنظام مبارتين (1997)                                                                               | كأس السوبر الليبي بنظام مبارتين (1997)                                                                               | كأس السوبر الليبي بنظام مبارتين (1997)                                                                               | كأس السوبر الليبي بنظام مبارتين (1997)                                                                               |
| ------------------------------------------------ | --- | --- | --- | --- | --- | --- | --- |
| 1997                                             | التحدي | 1–0 | النصر | 24 أكتوبر 1997 | ملعب 28 مارس، بنغازي                                                                                                 | [ 3 ] [ إنج 1 ] | أول وآخر نسخة لُعبت بنظام الذهاب والإياب                                                                              |
| 1997                                             | التحدي | 0–0 | النصر | 27 أكتوبر 1997 | ملعب 28 مارس، بنغازي                                                                                                 | [ 3 ] [ إنج 1 ] | أول وآخر نسخة لُعبت بنظام الذهاب والإياب                                                                              |
| كأس السوبر الليبي بنظام مباراة واحدة (1998–الآن) | | | | | | | |
| 1998                                             | المحلة | 3–1 | الشط | 24 نوفمبر 1998 | ملعب 11 يونيو، طرابلس                                                                                                | [ 4 ] [ إنج 2 ] | ملعب 11 يونيو هو الاسم القديم لملعب طرابلس                                                                           |
| 1999                                             | الاتحاد | 0–0 (11–10) ‡ | المحلة | 16 يناير 2000 | ملعب 23 أكتوبر، الخمس                                                                                                | [ 5 ] [ إنج 3 ] | أول مباراة تنتهي بركلات الترجيح، وملعب 23 أكتوبر هو الاسم القديم لملعب الخمس                                         |
| 2000                                             | الأهلي طرابلس | w/o | السويحلي | 31 ديسمبر 2000 | ملعب 11 يونيو، طرابلس                                                                                                | [ 6 ] [ إنج 4 ] | مُنح اللقب للأهلي طرابلس واحتساب فوزه 2-0 بسبب عدم حضور نادي السويحلي                                                 |
| 2001                                             | المدينة | 2–1 | الأهلي طرابلس | 11 سبتمبر 2001 | ملعب النهر الصناعي، طرابلس                                                                                           | [ 7 ] [ إنج 5 ] | |
| 2002                                             | الاتحاد | 1–0 | الهلال | 2 أغسطس 2002 | ملعب النهر الصناعي، طرابلس                                                                                           | [ 8 ] [ إنج 6 ] | |
| 2003                                             | الاتحاد | 3–0 | النصر | 29 أغسطس 2003 | ملعب 11 يونيو، طرابلس                                                                                                | [ 9 ] [ إنج 7 ] | |
| 2004                                             | الاتحاد | 5–2 | الأولمبي | 27 أغسطس 2004 | ملعب 11 يونيو، طرابلس                                                                                                | [ 10 ] [ إنج 8 ] | |
| 2005                                             | الاتحاد | 1–0 | الأخضر | 18 سبتمبر 2005 | ملعب 11 يونيو، طرابلس                                                                                                | [ 11 ] [ إنج 9 ] [ إنج 10 ]                                                                                          | |
| 2006                                             | الاتحاد | 1–0 | الأهلي طرابلس | 17 يناير 2007 | ملعب 11 يونيو، طرابلس                                                                                                | [ 12 ] [ إنج 11 ] [ إنج 12 ]                                                                                         | |
| 2007                                             | الاتحاد | 3–1 $ | الأخضر | 9 فبراير 2008 | ملعب 11 يونيو، طرابلس                                                                                                | [ 13 ] [ إنج 13 ] [ إنج 14 ]                                                                                         | أول مباراة تنتهي في الوقت الإضافي                                                                                    |
| 2008                                             | الاتحاد | 4–0 | خليج سرت | 15 أكتوبر 2008 | ملعب 11 يونيو، طرابلس                                                                                                | [ 14 ] [ إنج 15 ] [ إنج 16 ]                                                                                         | |
| 2009                                             | الاتحاد | 3–2 | الترسانة | 22 سبتمبر 2009 | ملعب 11 يونيو، طرابلس                                                                                                | [ 15 ] [ إنج 17 ] [ إنج 18 ]                                                                                         | |
| 2010                                             | الاتحاد | 3–0 | النصر | 6 أغسطس 2010 | ملعب 11 يونيو، طرابلس                                                                                                | [ 16 ] [ إنج 19 ] | |
| 2011–15                                          | لم يُلعب الكأس الممتاز لتوقف الدوري الليبي الممتاز مواسم 2010–11، 2011–12، 2012–13، 2014–15، وتوقف كأس ليبيا 2013–14. | لم يُلعب الكأس الممتاز لتوقف الدوري الليبي الممتاز مواسم 2010–11، 2011–12، 2012–13، 2014–15، وتوقف كأس ليبيا 2013–14. | لم يُلعب الكأس الممتاز لتوقف الدوري الليبي الممتاز مواسم 2010–11، 2011–12، 2012–13، 2014–15، وتوقف كأس ليبيا 2013–14. | لم يُلعب الكأس الممتاز لتوقف الدوري الليبي الممتاز مواسم 2010–11، 2011–12، 2012–13، 2014–15، وتوقف كأس ليبيا 2013–14. | لم يُلعب الكأس الممتاز لتوقف الدوري الليبي الممتاز مواسم 2010–11، 2011–12، 2012–13، 2014–15، وتوقف كأس ليبيا 2013–14. | لم يُلعب الكأس الممتاز لتوقف الدوري الليبي الممتاز مواسم 2010–11، 2011–12، 2012–13، 2014–15، وتوقف كأس ليبيا 2013–14. | لم يُلعب الكأس الممتاز لتوقف الدوري الليبي الممتاز مواسم 2010–11، 2011–12، 2012–13، 2014–15، وتوقف كأس ليبيا 2013–14. |
| 2016                                             | الأهلي طرابلس | w/o | الهلال | 23 أغسطس 2017 | ملعب طرابلس، طرابلس                                                                                                  | [ 20 ] [ إنج 20 ] | احتساب النتيجة 3-0 لصالح للأهلي بسبب انسحاب الهلال                                                                   |
| 2017                                             | لم يُلعب الكأس الممتاز لإلغاء الدوري الليبي الممتاز 2016–17.                                                          | لم يُلعب الكأس الممتاز لإلغاء الدوري الليبي الممتاز 2016–17.                                                          | لم يُلعب الكأس الممتاز لإلغاء الدوري الليبي الممتاز 2016–17.                                                          | لم يُلعب الكأس الممتاز لإلغاء الدوري الليبي الممتاز 2016–17.                                                          | لم يُلعب الكأس الممتاز لإلغاء الدوري الليبي الممتاز 2016–17.                                                          | لم يُلعب الكأس الممتاز لإلغاء الدوري الليبي الممتاز 2016–17.                                                          | لم يُلعب الكأس الممتاز لإلغاء الدوري الليبي الممتاز 2016–17.                                                          |
| 2018                                             | النصر | 1–0 | الاتحاد | 31 مايو 2021 | ملعب شهداء بنينا، بنغازي                                                                                             | [ 22 ] [ 23 ] [ إنج 21 ]                                                                                             | تعرف هذه النسخة باسم الكأس الممتاز الليبي 2021 للعبها في عام 2021                                                    |
| 2019–21                                          | لم يلعب الكأس الممتاز لإلغاء الدوري الليبي الممتاز 2018–19، وتوقفه موسم 2019–20، وتوقف كأس ليبيا 2020–21.            | لم يلعب الكأس الممتاز لإلغاء الدوري الليبي الممتاز 2018–19، وتوقفه موسم 2019–20، وتوقف كأس ليبيا 2020–21.            | لم يلعب الكأس الممتاز لإلغاء الدوري الليبي الممتاز 2018–19، وتوقفه موسم 2019–20، وتوقف كأس ليبيا 2020–21.            | لم يلعب الكأس الممتاز لإلغاء الدوري الليبي الممتاز 2018–19، وتوقفه موسم 2019–20، وتوقف كأس ليبيا 2020–21.            | لم يلعب الكأس الممتاز لإلغاء الدوري الليبي الممتاز 2018–19، وتوقفه موسم 2019–20، وتوقف كأس ليبيا 2020–21.            | لم يلعب الكأس الممتاز لإلغاء الدوري الليبي الممتاز 2018–19، وتوقفه موسم 2019–20، وتوقف كأس ليبيا 2020–21.            | لم يلعب الكأس الممتاز لإلغاء الدوري الليبي الممتاز 2018–19، وتوقفه موسم 2019–20، وتوقف كأس ليبيا 2020–21.            |
| 2022                                             | الاتحاد | 1–1 (6–5) ‡ | الأهلي طرابلس | 5 أبريل 2024 | ملعب طرابلس، طرابلس                                                                                                  | [ 2 ] [ إنج 22 ] [ إنج 23 ]                                                                                          | |

آخر تحديث للجدول كان في 01:16، 8 أبريل 2024 (ت ع م)

## إحصائيات
- أول فريق فاز بنظام البطولة القديم (نظام المباراتين): التحدي (1997).
- أول فريق فاز بنظام البطولة الجديد (نظام المباراة الواحدة): المحلة (1998).
- أكثر فريق فاز بالبطولة: الاتحاد (11 مرة).
- أكثر فريق خسر البطولة: النصر والأهلي طرابلس (3 مرات لكلٍ منهما).
- أكثر فريق مشاركة بالبطولة: الاتحاد (12 مرة).
- أقل فريق مشاركة بالبطولة: التحدي والشط والسويحلي والمدينة والأولمبي وخليج سرت والترسانة (مرة واحدة).
- أكبر عدد من الأهداف سُجِّلَ في مباراة واحدة: الاتحاد 5–2 الأولمبي (2004).
- أول مباراة انتهت في وقتها الأصلي: التحدي 1–0 النصر (1997).
- أول مباراة انتهت بركلات الترجيح: الاتحاد (11) 0–0 (10) المحلة (1999).
- أول مباراة انتهت في الوقت الإضافي: الاتحاد 3–1 الأخضر (2007).
- عدد المباريات التي لم تلعب: 9 مباريات (2011، 2012، 2013، 2014، 2015، 2017، 2019، 2020، 2021).

## سجل الأبطال

### وفقًا للنادي
الفائزون بالكأس الممتاز الليبي (%)
| النادي        | عدد مرات الفوز | عدد مرات الوصافة | مواسم الفوز                                                      | مواسم الوصافة    |
| ------------- | -------------- | ---------------- | ---------------------------------------------------------------- | ---------------- |
| الاتحاد       | 11             | 1                | 1999، 2002، 2003، 2004، 2005، 2006، 2007، 2008، 2009، 2010، 2022 | 2018             |
| الأهلي طرابلس | 2              | 3                | 2000، 2016،                                                      | 2001، 2006، 2022 |
| النصر         | 1              | 3                | 2018                                                             | 1997، 2003، 2010 |
| المحلة        | 1              | 1                | 1998                                                             | 1999             |
| التحدي        | 1              | 0                | 1997                                                             |                  |
| المدينة       | 1              | 0                | 2001                                                             |                  |
| الهلال        | 0              | 2                |                                                                  | 2002، 2016       |
| الأخضر        | 0              | 2                |                                                                  | 2005، 2007       |
| الشط          | 0              | 1                |                                                                  | 1998             |
| السويحلي      | 0              | 1                |                                                                  | 2000             |
| الأولمبي      | 0              | 1                |                                                                  | 2004             |
| خليج سرت      | 0              | 1                |                                                                  | 2008             |
| الترسانة      | 0              | 1                |                                                                  | 2009             |

- رُتبت الفرق وفقاً:
  - عدد مرات الفوز
  - عدد مرات الوصافة
  - أول فوز
  - أول وصافة

### وفقًا للمدينة
الفائزون بالكأس الممتاز الليبي وفقًا للمدينة (%)
| المدينة | عدد مرات الفوز | عدد مرات الوصافة | الأندية الفائزة | الأندية الوصيفة                                                                           |
| ------- | -------------- | ---------------- | --- | ----------------------------------------------------------------------------------------- |
| طرابلس  | 15             | 7                | المحلة (1998) الاتحاد (1999، 2002، 2003، 2004، 2005، 2006، 2007، 2008، 2009، 2010، 2022) الأهلي طرابلس (2000، 2016) المدينة (2001) | الشط (1998) المحلة (1999) الأهلي طرابلس (2001، 2006، 2022) الترسانة (2009) الاتحاد (2018) |
| بنغازي  | 2              | 5                | التحدي (1998) النصر (2018) | النصر (1997، 2003، 2010) الهلال (2002، 2016)                                              |
| البيضاء | 0              | 2                | | الأخضر (2005، 2007)                                                                       |
| مصراتة  | 0              | 1                | | السويحلي (2000)                                                                           |
| الزاوية | 0              | 1                | | الأولمبي (2004)                                                                           |
| سرت     | 0              | 1                | | خليج سرت (2008)                                                                           |

- مُرتبة وفقاً:
  - لعدد مرات الفوز
  - لعدد مرات الوصافة
  - لأول فوز
  - لأول وصافة

### باللغة العربية
1. ↑  "لائحة تنظيم المسابقات" (PDF). الاتحاد الليبي لكرة القدم. مؤرشف من الأصل (PDF) في 2024-03-23. اطلع عليه بتاريخ 2024-04-01.
2. 1 2  "الاتحاد بطلًا لكأس السوبر على حساب الأهلي طرابلس بعد مباراة حسمها الناشئ المبروك". بوابة الوسط. القاهرة. 6 أبريل 2024. مؤرشف من الأصل في 2024-04-06. اطلع عليه بتاريخ 2024-04-06.
3. ↑  "كووورة: الموقع العربي الرياضي الأول". كووورة. مؤرشف من الأصل في 2021-06-24. اطلع عليه بتاريخ 2021-06-19.
4. ↑  "كووورة: الموقع العربي الرياضي الأول". كووورة. مؤرشف من الأصل في 2021-06-24. اطلع عليه بتاريخ 2021-06-19.
5. ↑  "كووورة: الموقع العربي الرياضي الأول". كووورة. مؤرشف من الأصل في 2021-06-24. اطلع عليه بتاريخ 2021-06-19.
6. ↑  "كووورة: الموقع العربي الرياضي الأول". كووورة. مؤرشف من الأصل في 2021-06-24. اطلع عليه بتاريخ 2021-06-21.
7. ↑  "كووورة: الموقع العربي الرياضي الأول". كووورة. مؤرشف من الأصل في 2021-06-24. اطلع عليه بتاريخ 2021-06-19.
8. ↑  "كووورة: الموقع العربي الرياضي الأول". كووورة. مؤرشف من الأصل في 2021-06-24. اطلع عليه بتاريخ 2021-06-21.
9. ↑  "كووورة: الموقع العربي الرياضي الأول". كووورة. مؤرشف من الأصل في 2021-06-24. اطلع عليه بتاريخ 2021-06-21.
10. ↑  "كووورة: الموقع العربي الرياضي الأول". كووورة. مؤرشف من الأصل في 2021-06-25. اطلع عليه بتاريخ 2021-06-21.
11. ↑  "كووورة: الموقع العربي الرياضي الأول". كووورة. مؤرشف من الأصل في 2021-06-24. اطلع عليه بتاريخ 2021-06-21.
12. ↑  "كووورة: الموقع العربي الرياضي الأول". كووورة. مؤرشف من الأصل في 2021-06-24. اطلع عليه بتاريخ 2021-06-21.
13. ↑  "كووورة: الموقع العربي الرياضي الأول". كووورة. مؤرشف من الأصل في 2021-06-24. اطلع عليه بتاريخ 2021-06-21.
14. ↑  "كووورة: الموقع العربي الرياضي الأول". كووورة. مؤرشف من الأصل في 2021-06-24. اطلع عليه بتاريخ 2021-06-21.
15. ↑  "كووورة: الموقع العربي الرياضي الأول". كووورة. مؤرشف من الأصل في 2021-06-24. اطلع عليه بتاريخ 2021-06-21.
16. ↑  "كووورة: الموقع العربي الرياضي الأول". كووورة. مؤرشف من الأصل في 2021-06-24. اطلع عليه بتاريخ 2021-06-21.
17. ↑  بلعيد، صلاح (14 يوليو 2015). "الدوري الليبي لكرة القدم والمصير المجهول (رأي)". بوابة الوسط. مؤرشف من الأصل في 2022-12-27. اطلع عليه بتاريخ 2022-12-27.
18. ↑  بلعيد، صلاح (6 مارس 2016). "رأي: الدوري.. بين مطرقة الوقت وسندان المال". بوابة الوسط. مؤرشف من الأصل في 2022-12-28. اطلع عليه بتاريخ 2022-12-28.
19. ↑  بركان، زين العابدين (31 يوليو 2015). "النصر يطالب اتحاد الكرة بأحقيته في المشاركة في الكونفدرالية". بوابة الوسط. مؤرشف من الأصل في 2022-11-30. اطلع عليه بتاريخ 2022-11-30.
20. ↑  "كووورة: الموقع العربي الرياضي الأول". كووورة. مؤرشف من الأصل في 2021-06-28. اطلع عليه بتاريخ 2021-06-21.
21. ↑  "اتحاد الكرة: الدوري الليبي في أغسطس رسميًا بعد إلغاء موسم الأزمة". بوابة الوسط. 7 مايو 2017. مؤرشف من الأصل في 2022-11-27. اطلع عليه بتاريخ 2022-11-27.
22. ↑  "النصر بطلًا لكأس السوبر الليبي لأول مرة في تاريخه". أخبار ليبيا 24. 31 مايو 2021. مؤرشف من الأصل في 2021-05-31. اطلع عليه بتاريخ 2021-06-24.
23. ↑  "كووورة: الموقع العربي الرياضي الأول". كووورة. مؤرشف من الأصل في 2021-06-24. اطلع عليه بتاريخ 2021-06-21.
24. ↑  رفعت، أحمد (3 يوليو 2019). "الاتحاد الليبي يقرر إلغاء الموسم الحالي". goal. مؤرشف من الأصل في 2022-11-26. اطلع عليه بتاريخ 2022-11-26.
25. ↑  "حصاد "ريميسا" 2019 | الدوري الليبي يدخل النفق المظلم.. فهل يعود للانطلاق في 2020؟". ريميسا. 31 ديسمبر 2019. مؤرشف من الأصل في 2022-12-26. اطلع عليه بتاريخ 2022-12-26.
26. ↑  بركان، زين العابدين (1 يناير 2021). "الرياضة الليبية في 2020: عام استثنائي للنسيان.. وموسم بلا حصاد". بوابة الوسط. مؤرشف من الأصل في 2022-11-26. اطلع عليه بتاريخ 2022-11-26.
27. ↑  "اتحاد الكرة يحدد موعد انطلاق مسابقة كأس ليبيا". بوابة إفريقيا الإخبارية. 19 أغسطس 2021. مؤرشف من الأصل في 2022-12-28. اطلع عليه بتاريخ 2022-12-28.

### باللغة الإنجليزية
1. ↑  "Super Cup Libya 1998; Table and live scores". besoccer (بالإنجليزية). Archived from the original on 2021-06-24. Retrieved 2021-06-23.
2. ↑  "Super Cup Libya 1999; Table and live scores". besoccer (بالإنجليزية). Archived from the original on 2021-06-24. Retrieved 2021-06-23.
3. ↑  "Super Cup Libya 2000; Table and live scores". besoccer (بالإنجليزية). Archived from the original on 2021-06-24. Retrieved 2021-06-23.
4. ↑  "Super Cup Libya 2001; Table and live scores". besoccer (بالإنجليزية). Archived from the original on 2021-06-24. Retrieved 2021-06-23.
5. ↑  "Super Cup Libya 2002; Table and live scores". www.besoccer.com (بالإنجليزية). Archived from the original on 2021-06-24. Retrieved 2021-06-23.
6. ↑  "Super Cup Libya 2003; Table and live scores". www.besoccer.com (بالإنجليزية). Archived from the original on 2021-06-24. Retrieved 2021-06-23.
7. ↑  "Super Cup Libya 2004; Table and live scores". www.besoccer.com (بالإنجليزية). Archived from the original on 2021-06-24. Retrieved 2021-06-23.
8. ↑  "Super Cup Libya 2005; Table and live scores". www.besoccer.com (بالإنجليزية). Archived from the original on 2021-06-24. Retrieved 2021-06-23.
9. ↑  "Super Cup Libya 2006; Table and live scores". www.besoccer.com (بالإنجليزية). Archived from the original on 2021-06-24. Retrieved 2021-06-23.
10. ↑  "Libya, Super Cup 2005". www.bari91.com. مؤرشف من الأصل في 2017-12-18. اطلع عليه بتاريخ 2021-06-23.
11. ↑  "Super Cup Libya 2007; Table and live scores". www.besoccer.com (بالإنجليزية). Archived from the original on 2021-06-24. Retrieved 2021-06-23.
12. ↑  "Libya Super Cup 2006". www.bari91.com. مؤرشف من الأصل في 2017-12-18. اطلع عليه بتاريخ 2021-06-23.
13. ↑  "Super Cup Libya 2008; Table and live scores". www.besoccer.com (بالإنجليزية). Archived from the original on 2021-06-25. Retrieved 2021-06-23.
14. ↑  "Libya Super Cup 2007". www.bari91.com. مؤرشف من الأصل في 2017-12-18. اطلع عليه بتاريخ 2021-06-23.
15. ↑  "Super Cup Libya 2009; Table and live scores". www.besoccer.com (بالإنجليزية). Archived from the original on 2021-06-24. Retrieved 2021-06-23.
16. ↑  "Libya Super Cup 2008". www.bari91.com. مؤرشف من الأصل في 2017-12-18. اطلع عليه بتاريخ 2021-06-23.
17. ↑  "Super Cup Libya 2010; Table and live scores". www.besoccer.com (بالإنجليزية). Archived from the original on 2021-06-24. Retrieved 2021-06-23.
18. ↑  "Libya Super Cup 2009". www.bari91.com. مؤرشف من الأصل في 2017-12-16. اطلع عليه بتاريخ 2021-06-23.
19. ↑  "Super Cup Libya 2011; Table and live scores". www.besoccer.com (بالإنجليزية). Archived from the original on 2021-06-24. Retrieved 2021-06-23.
20. ↑  "Super Cup Libya 2018; Table and live scores". www.besoccer.com (بالإنجليزية). Archived from the original on 2021-06-24. Retrieved 2021-06-23.
21. ↑  "Al-Nasser wins Libyan Super Cup after beating Al-Ettihad 1-0 | The Libya Observer". www.libyaobserver.ly (بالإنجليزية). Archived from the original on 2021-05-31. Retrieved 2021-06-23.
22. ↑  "Al-Ittihad wins 11th Libyan Super Cup". Libya Review (بالإنجليزية). 6 Apr 2024. Archived from the original on 2024-04-08. Retrieved 2024-04-08.
23. ↑  Abdulkader Assad (6 Apr 2024). "Al-Ittihad beats Al-Ahly Tripoli to win Libyan Super Cup". The Libya Observer (بالإنجليزية). Archived from the original on 2024-04-08. Retrieved 2024-04-08.

## وصلات خارجية
- كأس السوبر الليبي على موقع RSSSF (باللغة الإنجليزية).